# Berlin-Französisch Buchholz
Pour les articles homonymes, voir Buchholz.
Französisch Buchholz (prononcé [fʀanˈt͡søːzɪʃ ]  [buːχˌhɔlt͡s]  ; la « hêtraie française » en allemand) est un quartier de Berlin, faisant partie de l'arrondissement de Pankow. Le village représente pour les Berlinois un but d'excursion très apprécié.

## Histoire
C'est dans un document de 1242 que Buckholtz est mentionné pour la première fois. En 1670 ce domaine devint propriété du Prince-Électeur Frédéric-Guillaume Ier.
En 1685, à la suite de l'édit de Potsdam, le ministre d'État Joachim Ernst von Grumbkow établit une « colonie française » en y installant des huguenots français. En 1688, 87 habitants y sont attestés. Ils ont cultivé des plantes jusqu'alors inconnues : haricots verts, asperges, artichauts ainsi que des condiments. C'est vers 1750 que l'expression Französisch Buchholz est entrée en usage. De cette année également date une eau-forte de Daniel Chodowiecki Pèlerinage à Frantzösch Buchholz. En 1860, le quartier berlinois a reçu un tramway à cheval qui reliait Französisch Buchholz à l'Alexanderplatz de Berlin. En 1913, la commune a pris le nom de Berlin-Buchholz mais, dans le cadre de la réforme administrative de 2001, le nouveau quartier a repris son appellation primitive.  
Durant la séparation de la ville pendant la guerre froide (1945-1990), il faisait partie de l'ancien district de Pankow.

## Population
Le quartier comptait 21 449 habitants le 1er janvier 2020 selon le registre des déclarations domiciliaires.